# Hugo IV de Saint Pol
Hugo IV de Saint Pol (fallecido en 1205 en Demótica), hijo de Anselmo de Saint-Pol, fue conde de Saint-Pol desde 1165 hasta 1205, y luego señor de Demótica en Tracia. Participó en la Tercera y Cuarta Cruzada. 

## Biografía
Participó con Felipe de Alsacia, conde de Flandes, en la Tercera Cruzada donde se distinguió en la toma de San Juan de Acre en 1191.
Recibió en 1194 de Felipe Augusto, las tierras de Pont-Sainte-Maxence, de Verneuil y de Pontpoint, debido a sus servicios prestados.
En 1202, se alistó en la Cuarta Cruzada, donde participó en la toma de Constantinopla, el 12 de abril de 1204. Recibió la espada de condestable por el nuevo emperador Balduino quien también le dio la fortaleza de Demótica en Tracia.
Murió de gota en 1205. Recibió un funeral espléndido en Constantinopla y su cuerpo fue llevado a Francia donde fue enterrado en la Abadía de Cercamps.

## Matrimonio y descendencia
Se casó con Yolanda, hija de Balduino IV de Henao, viuda de Yves III, conde de Soissons, con quien tuvo dos hijas:
Isabel, casada con Gutierre, hijo de Guido II de Châtillon-sur-Marne.
Eustaquia, casada con Juan, señor de Brujas, después de haber estado comprometida con Arnoldo, conde de Guînes.